# Abdelmadjid Abadli
 (décembre 2018).
Si vous disposez d'ouvrages ou d'articles de référence ou si vous connaissez des sites web de qualité traitant du thème abordé ici, merci de compléter l'article en donnant les références utiles à sa vérifiabilité et en les liant à la section « Notes et références ».
Abdelmadjid Abadli est un footballeur algérien né le 23 janvier 1976 à Djamaa dans la wilaya d'El Oued. Il évolue au poste d'attaquant.

## Biographie
Il évolue en Division 1 avec les clubs de l'US Chaouia et de l'USM Annaba.

## Palmarès
- Accession en Ligue 1 en 2003 avec l'US Chaouia.
- Accession en Ligue 1 en 2008 avec le MSP Batna.
- Accession en Ligue 2 en 2000 avec le MC Mekhadma.